# Jan Čep

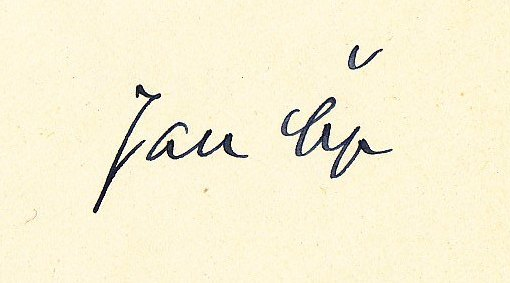
Unterschrift von Jan Čep

Jan Čep (* 31. Dezember 1902 in Myslechovice, Österreich-Ungarn; † 25. Januar 1973 in Paris) war ein tschechischer, eigentlich mährischer Schriftsteller und Übersetzer von Werken deutscher, englischer und französischer Sprache. Er gilt einer der großen Autoren der katholischen Moderne.

## Leben
Čep studierte 1922–1926 an der Prager philosophischen Fakultät Tschechisch, Französisch und Englisch, ohne abzuschließen. Er begann, als Schriftsteller und Übersetzer zu arbeiten und veröffentlichte zahlreiche Beiträge in Zeitschriften und Magazinen. Dabei kam er in persönliche Verbindung mit Schriftstellern wie František Halas oder Egon Hostovský. Eine enge Freundschaft verband ihn unter anderem mit Jan Zahradníček und Bedřich Fučík. 1938 wurde er Pate des späteren Musikers Petr Skoumal.
Nach dem kommunistischen Putsch im Februar 1948 wurde Čep am 26. Februar 1948 aus dem Syndikat der tschechischen Schriftsteller ausgeschlossen. Im August 1948 emigrierte er nach Paris. Dort lebte er bis zu seinem Lebensende. Von 1951 bis 1954 lebte er in München. Hier war er für den Rundfunksender Freies Europa tätig. Nach der Rückkehr nach Frankreich 1954 arbeitete er als freier Mitarbeiter für den Sender weiter. In der Ferne fühlte er sich nicht wohl, die Sehnsucht nach seiner Heimat war stark. Er dachte auch daran Priester zu werden, heiratete dann aber 1954. Im Jahre 1965 bekam er einen Gehirnschlag, der ihm weitere Arbeit unmöglich machte.

## Werke
Čeps Arbeit wurde vom Aufenthalt bei Josef Florian, einem tschechischen Schriftsteller, Verleger, Lehrer, Reformer und Übersetzer (Verlag „Dobré dílo“, Opus bonum), beeinflusst. Hier lernte er Autoren kennen, die sein Essaywerk zukünftig beeinflussen sollten, vor allem Romano Guardini, Jacques Maritain und Gabriel Marcel. Das Grundkonzept von Čeps Poetik ist das Konzept der „doppelten Heimat“, die Spannung zwischen sichtbarer und unsichtbarer Wirklichkeit, zwischen Leben und Tod, zwischen dieser Welt und jener anderen Welt. In diesem Zusammenhang zitiert Čep häufig den Apostel Paulus und den Anfang des 13. Kapitels des 1. Korintherbriefes über „das Sehen nur im Spiegel und im Gleichnis“: In diesem Leben sehen wir nur teilweise, aber nach dem Tod werden wir den wahren Zustand der Dinge sehen; nach dieser wahren Anschauung (und nach der Aufnahme in die „zweite Heimat“, also zu Gott) sehnten wir uns bereits hier.
Čep schrieb in kurzen Sätzen verfasste, sprachlich wohl geformte Prosa. Bei Tausengüldenkraut („Zeměžluč“, 1931) handelt es sich um die Zusammenfassung zweier Bücher („Dvojí domov“ und „Vigilie“). Die Helden müssen ein schweres Schicksal durch die Heimkehr zu Erbtraditionen und Glaubensfragen bewältigen. In Die Grenze des Schattens (Hranice stínu, 1935), beschreibt er den Lehrer Randa, der nach einer Liebesenttäuschung und Verlust der Existenz in seine Heimat wiederkehrt und dort den Sinn des Lebens findet. Von der Rückkehr in die Heimat handelt auch Blau und Gold („Modrá a zlatá“) (1938). Gesicht unter Spinnweben („Tvář pod pavučinou“) (1941), beschäftigt sich wiederum mit seinem Lieblingsthema Rückkehr ergänzt durch nostalgisches und tragisches Gefühl des Todes. Weitere Werke, Erzählungen, Essays verfasste er teils in französischer Sprache. In den Jahren 1948 und 1969 erschien seine Übersetzung von Bruce Marshalls Roman All glorious inside.

## Werke in deutscher Übersetzung
- Ruf der Heimat. Roman. Deutsch von Peter Wagner. Prag 1935, 348 S.
- Zeit und Wiederkehr.  Bilder aus Böhmen und Mähren. Dt. von Hanna Demetz und Peter Demetz. 1962, 290 S.
- Der Mensch auf der Landstraße. Erzählungen.  Ausgewählt von Urs Heftrich, übersetzt von Hanna und Peter Demetz und Bettina Kaibach. Mit einem Nachwort von Bettina Kaibach. Stuttgart, München 2003, 310 S.

Außerdem finden sich Texte Čeps noch in folgenden Anthologien:
- Elisabeth Kumpf (Hrsg.): Bruder Abel. St. Benno Verlag, Leipzig 1974, 624 S. (darin die Erzählung Čeps: Ulrich Babor, S. 484–528.)
- Christa Rothmeier (Hrsg.): Mähren. Klagenfurt 1997, 240 S. (Reihe „Europa Erlesen“, Band 4).
- Wie eine Ratte nagt am Putz die Zeit. Literatur aus Mähren. CD. 2010.